# Hattha Datha
Unhanagara Hattha Datha (a vegades dit Hattha Datha II perquè el nom original del rei Dathopa Tissa I era també Hattha Datha que hauria estat el I)) fou rei d'Anuradhapura (Sri Lanka) uns mesos del 691.
El rei Datta va morir al cap de dos anys de regnat i llavors el cap militar tàmil Pottha-kuttha, que tenia el verdader poder, va posar al tron a Unhanagara Hattha Datha o Hununaru Riandalu. Al cap de sis mesos Manavamma va tornar de l'Índia amb un exèrcit de mercenaris i va ocupar el nord del país; des de allí es va dirigir a la capital Anuradhapura i prop de les muralles de la ciutat es va trobar amb l'exèrcit de Pottha-kuttha dirigit per aquest i pel rei; es va lliurar una gran batalla en la qual el rei va resultar mort i el cap tàmil va fugir i es va refugiar en casa d'una amics però es va acabar suïcidant quan es va adonar que estava posant als amics en perill.
Manavamma va entrar a Anuradhapura i es va proclamar rei obrint l'anomenada segona dinastia Lambakanna (691-1017)